# Wesley Lopes Beltrame
Wesley Lopes Beltrame (Catanduva, Brasil, 24 de junio de 1987) más conocido como Wesley, es un exfutbolista brasileño que jugaba de centrocampista.

## Clubes
| Club                         | País     | Año       |
| ---------------------------- | -------- | --------- |
| Santos F. C.                 | Brasil   | 2007-2010 |
| Atlético Paranaense (cedido) | Brasil   | 2009      |
| Werder Bremen                | Alemania | 2010-2012 |
| S. E. Palmeiras              | Brasil   | 2012-2015 |
| São Paulo F. C.              | Brasil   | 2015-2017 |
| Sport Recife                 | Brasil   | 2017      |
| América Mineiro              | Brasil   | 2018      |
| Criciúma E. C.               | Brasil   | 2019      |
| Avaí F. C.                   | Brasil   | 2020      |
| CRB                          | Brasil   | 2020-2021 |
| A. A. Ponte Preta            | Brasil   | 2022      |

## Títulos

### Campeonatos regionales
| Título                | Equipo              | País   | Año  |
| --------------------- | ------------------- | ------ | ---- |
| Campeonato Paulista   | Santos F. C.        | Brasil | 2007 |
| Campeonato Paranaense | Atlético Paranaense | Brasil | 2009 |
| Campeonato Paulista   | Santos F. C.        | Brasil | 2010 |